# Златното момиче (филм)
„Златното момиче“ (оригинално название на английски език - Factory Girl) е американска филмова продукция от 2006 година, базиран върху живота на ъндерграунд филмовата звезда от авангардните филми на поп-арт твореца Анди Уорхол - Ида Седжуик. Премиерата на филма е в Лос Анджелис на 29 декември 2006 година.

## Сюжет
Внимание:  Текстът по-долу разкрива сюжета на произведението (или части от него)!
Ида Седжуик (Сиена Милър) е млада наследница на богата фамилия, която учи изкуство в Кембридж, Масачузетс. Тя се премества в Ню Йорк, където се запознава с поп-арт художникът и кинорежисьор Анди Уорхол (Гай Пиърс). Заинтригуван от красивата девойка, Уорхол я моли да изпълни една от ролите в неговите ъндърграунд филми. Скоро тя става неизменна част от студиото му The Factory, което е също и свърталище на група ексцентрици, някои от тях отявлени наркомани. Нейният статут като звезда във филмите на Уорхол, както и успехите ѝ като модел печелят нейната популярност и вниманието на международната общност и таблоидите.
Ида се пристрастява към наркотиците, отношенията ѝ с Анди се влошават. Една нощ, докатое под въздействието на упойващи вещества, тя заспива, докато пуши цигара и едва не умира в последвалия пожар....
В края на филма, когато текат надписите на филма се обявява, че Ида в продължение на няколко години води борба срещу пристрстеноста си към наркотици и обезболяващи. Тя сключва брак и брака с друг пациент от клиниката, но след четири месеца умира от свръхдоза.

## Противоречия
Певецът и композитор от групата „Velvet Underground“ Лу Рийд, който е постоянен посетител в студиото на Уорхол „Фабриката“, и който е пряк свидетел на събитията и лично познава Ида, обявява открито ненавистта си към филма. Той заявява пред вестник „New York Daily News“: „Аз прочетох скрипта, и мога да заявя, че това е едно от най-отвратителните и мръсни неща, които съм виждал. ...колко ниско могат да паднат някои хора, и ще да пишат нещо, само за да направят пари ... Те всички са един куп курви“.
Поп певецът Боб Дилън заплашва да съди авторите на филма, заявявайки, чрез адвокатите си, че в скриптът се инсценира неговата отговорност в злоупотребата с наркотици на Седжуик и смъртта ѝ. Братът на Ида - Джонатан Седжуик твърди, че аферата на Дилън със сестра му е довела до бременност, която завършва с аборт. До момента (2013) не заведен съдебен иск.

## В ролите
- Гай Пиърс - Анди Уорхол
- Сиена Милър - Ида Седжуик
- Хейдън Кристенсен - Боб Дилън (наричан и просто „Музиканта“)
- Мери-Кейт Олсен – Моли Спенс
- Джими Фалън – Чък Уейн
- Джак Хюстън – Джерард Маланга
- Мина Сувари – Ричи Берлин
- Тара Сомърс – Бриджид Полк
- Шон Хетоши – Сид Пеперман
- Бет Гранд – Джулия Уорхол
- Eдуард Херман – Джеймс Таунзенд